# Bóveda de ligadura

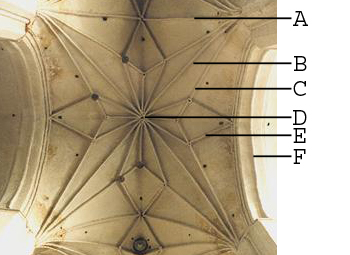
Esquema de la bóveda estrellada de la catedral de Toruń (Polonia). A: arco fajón, B: diagonal, C: tercelete, D: clave, E: ligadura y F: arco formero.

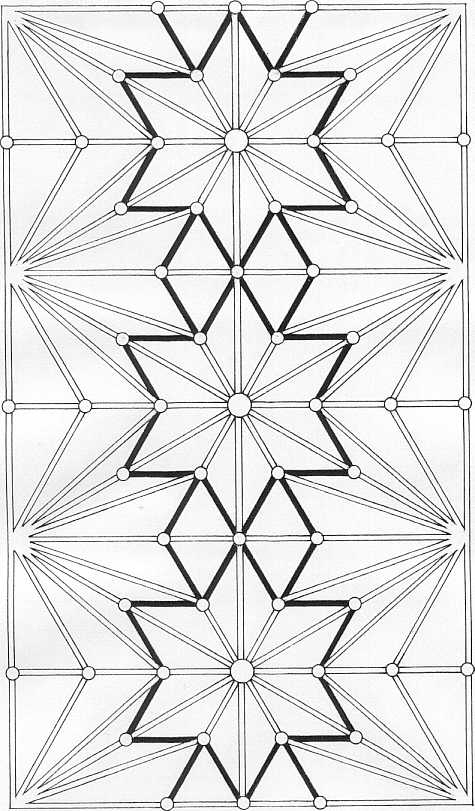
Planta de bóveda de ligadura del coro de la catedral de Ely (ligaduras destacadas en negro)

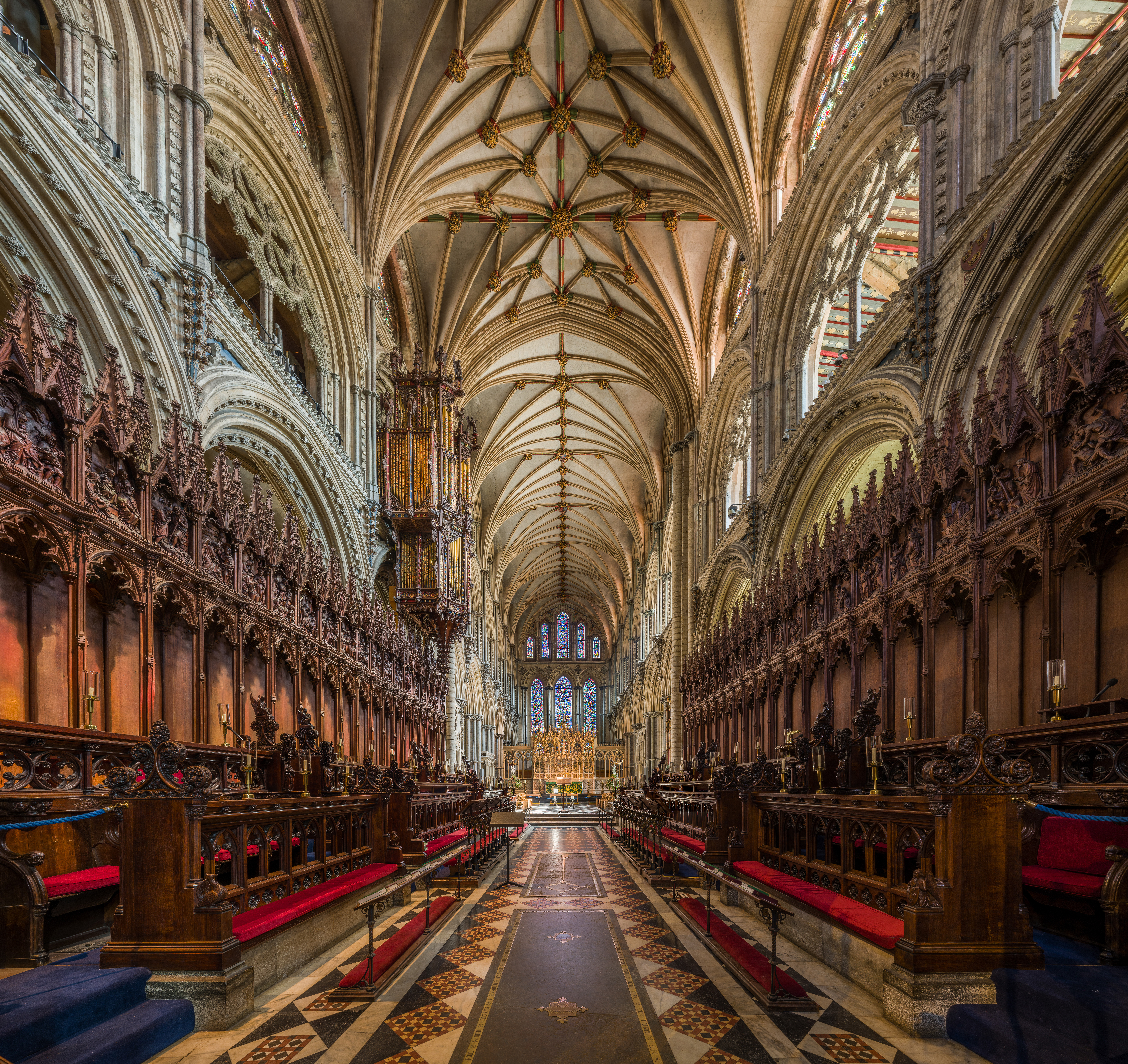
Coro de Ely mirando al este

Una bóveda de ligadura, o bóveda de lierne (del francés lier, 'ligar' o 'unir') en la arquitectura gótica es una bóveda de crucería  con nervaduras terciarias que se extienden entre otras dos nervaduras, en lugar de partir de un salmer, o ir hasta la clave central. Este tipo de bóveda  también se llama a veces bóveda estrellada por las formas de estrella que generan las ligaduras de conexión. En Inglaterra, la bóveda de ligadura entró en uso durante el período del gótico decorado en el siglo XIV. Un buen ejemplo de bóvedas de ligadura está en la catedral de Gloucester. En Francia, se pueden ver ejemplos en la arquitectura flamígera, como en la iglesia de San Pedro (Saint-Pierre), en Caen.
Estructuralmente, la mayor densidad de nervadura en la bóveda supuso que llegasen a ser el verdadero soporte estructural, mientras que la delgada superficie de la bóveda cubría meramente los intersticios entre nervaduras.
El esquema de la planta de la bóveda del coro de la catedral de Ely (derecha) muestra las nervaduras como una línea doble, donde la arista longitudinal principal (líneas verticales medias) y las nervaduras transversales (líneas horizontales alternadas) se cruzan entre sí en las claves centrales (grandes círculos). La nervadura longitudinal corre por el centro del coro, y las nervaduras transversales van desde el vértice de cada ventana a los lados del coro. Las nervaduras diagonales arqueadas van desde los soportes entre las ventanas, desde los salmeres a las claves de bóveda centrales, y los nervios transversales en forma de arco (líneas horizontales alternas) se extienden desde los salmeres hasta la arista principal longitudinal. Los nervios diagonales secundarios arqueados, llamados terceletes, van desde los salmeres hasta las aristas transversales. Las ligaduras (marcadas en negro) se disponen entre las otras nervaduras formando intrincados patrones.

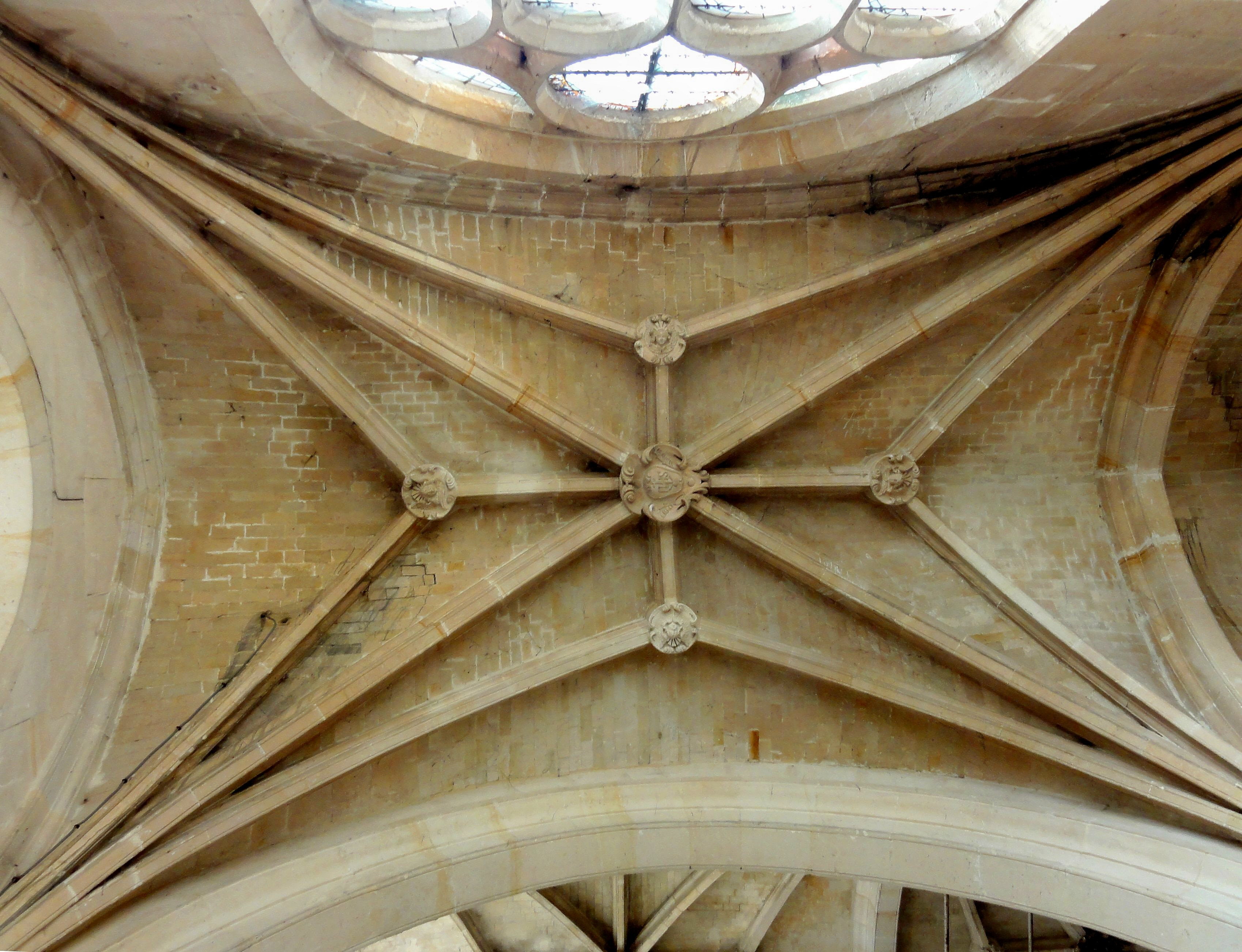
La forma más simple de una bóveda de ligaduras y tercelete: las ligaduras van desde la clave de bóveda central hasta los medallones.
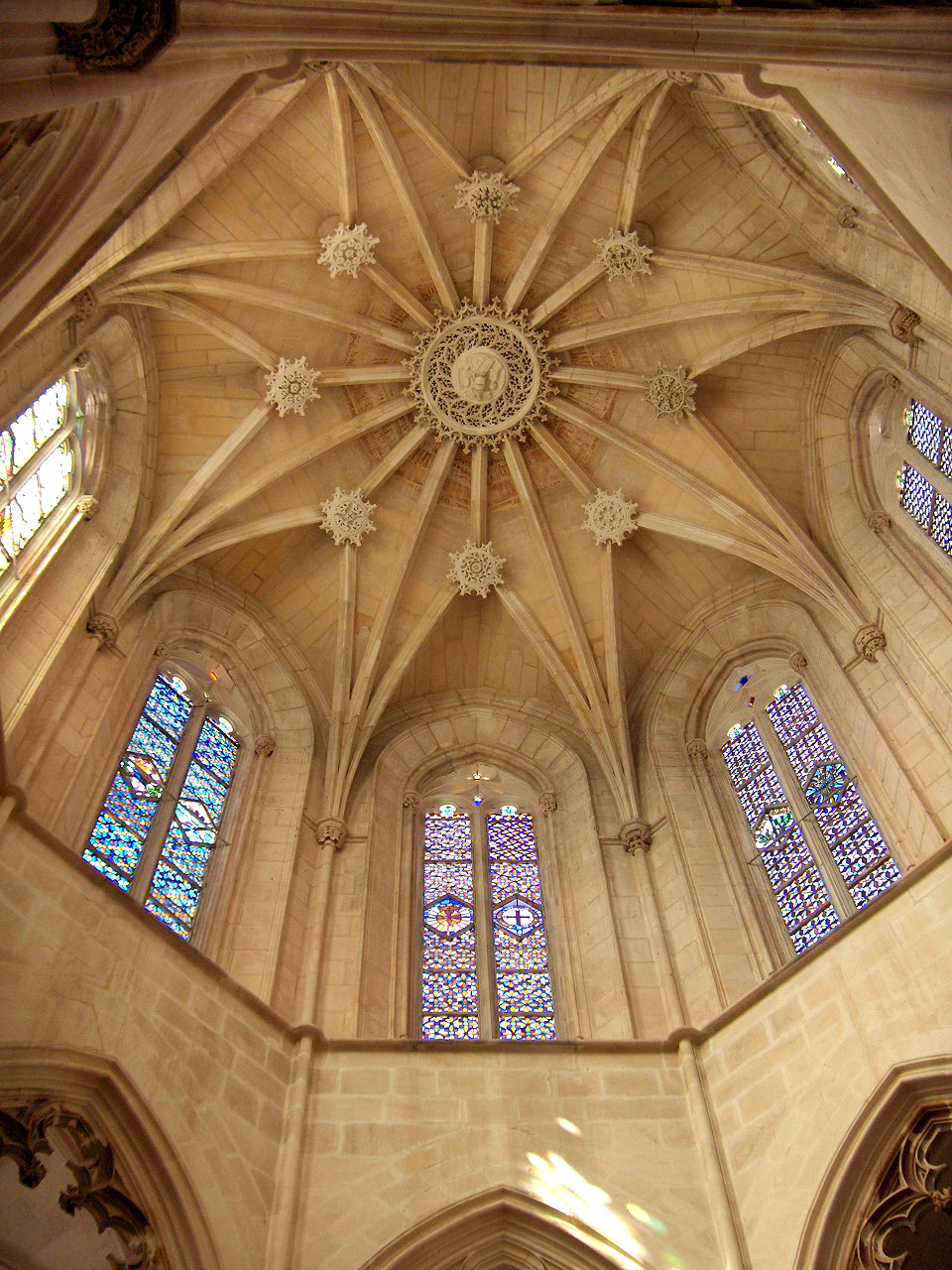
Capilla del Fundador, monasterio de Batalha, Portugal.
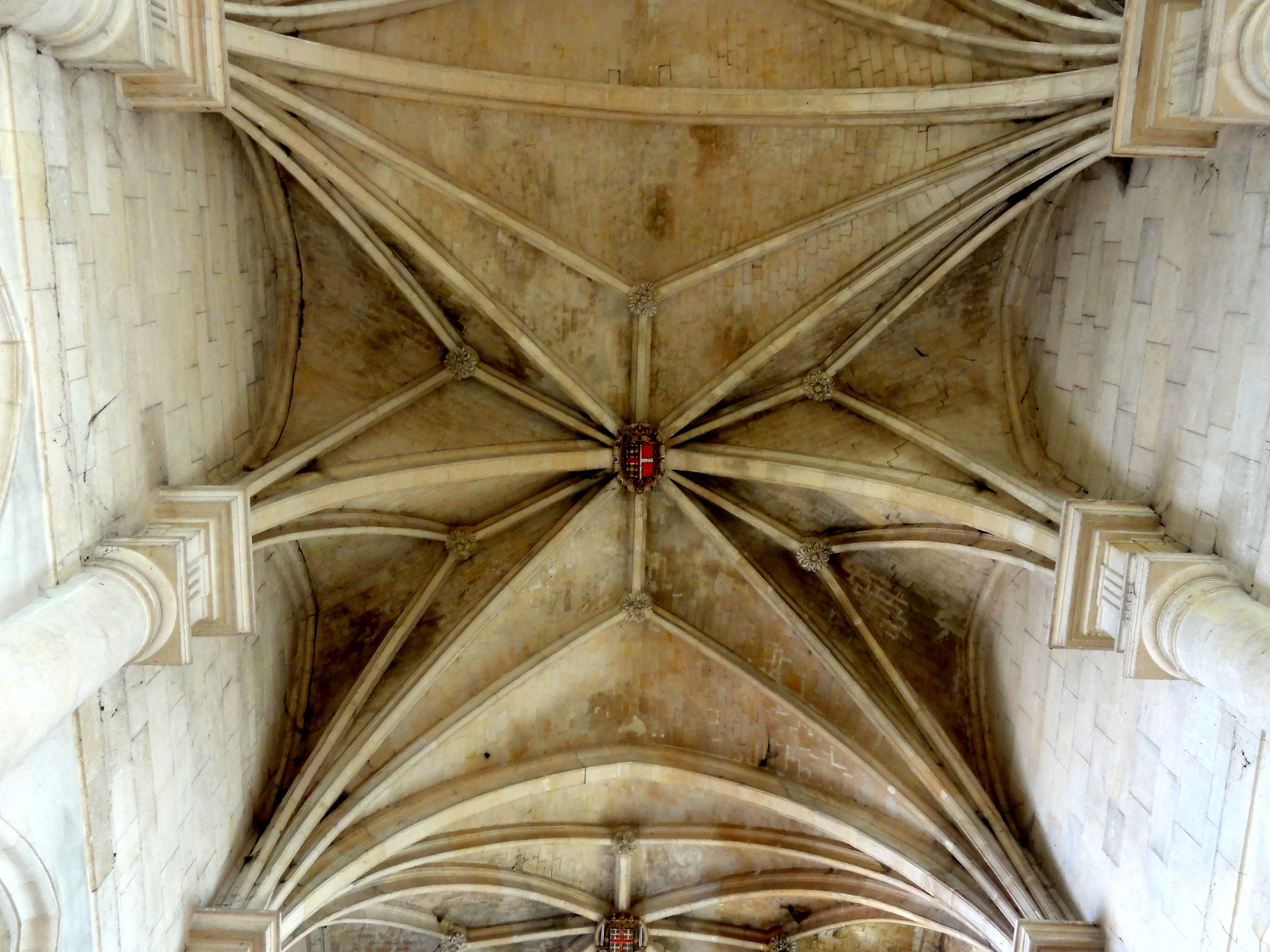
Bóveda sexpartita de ligaduras y tercerones.

Ejemplos históricos de bóvedas de ligadura
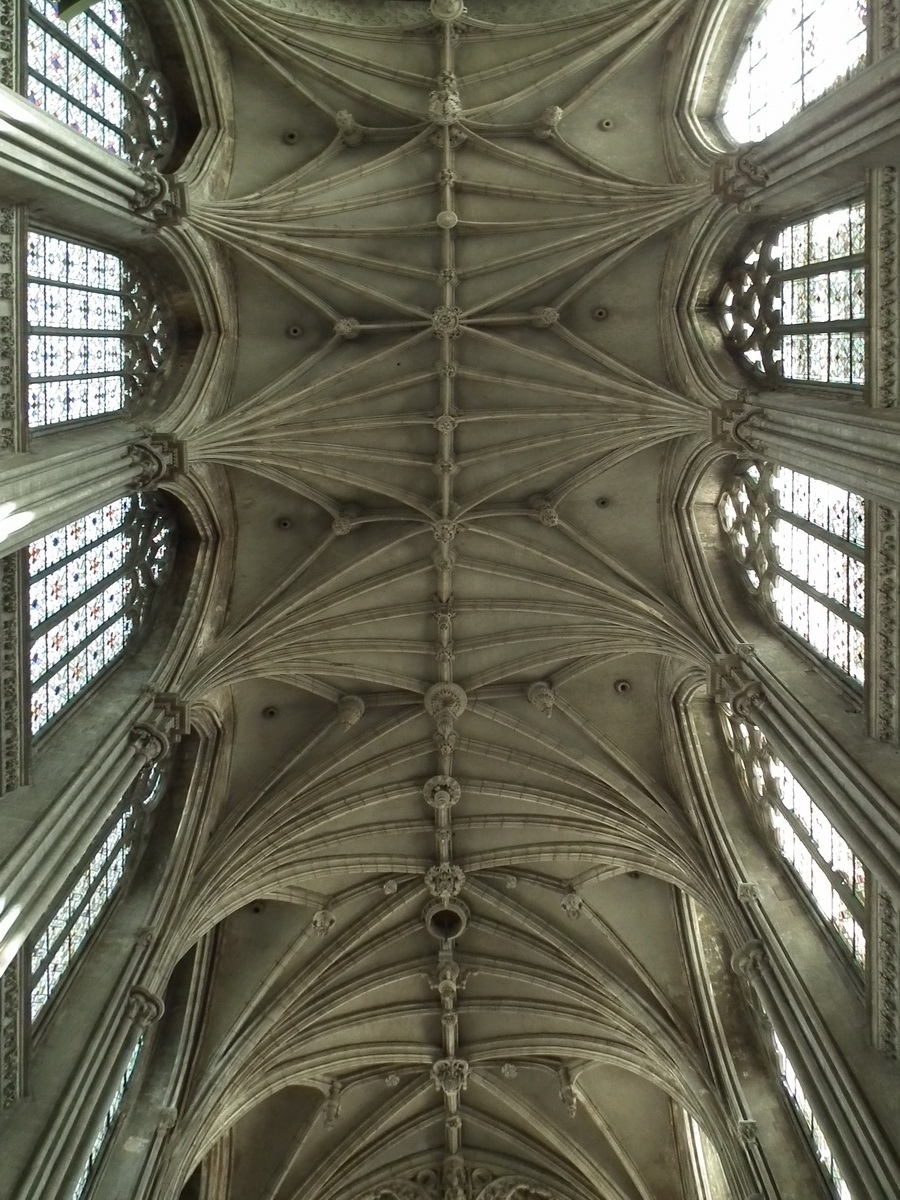
Bóveda de ligadura de la iglesia de San Pedro de Caen
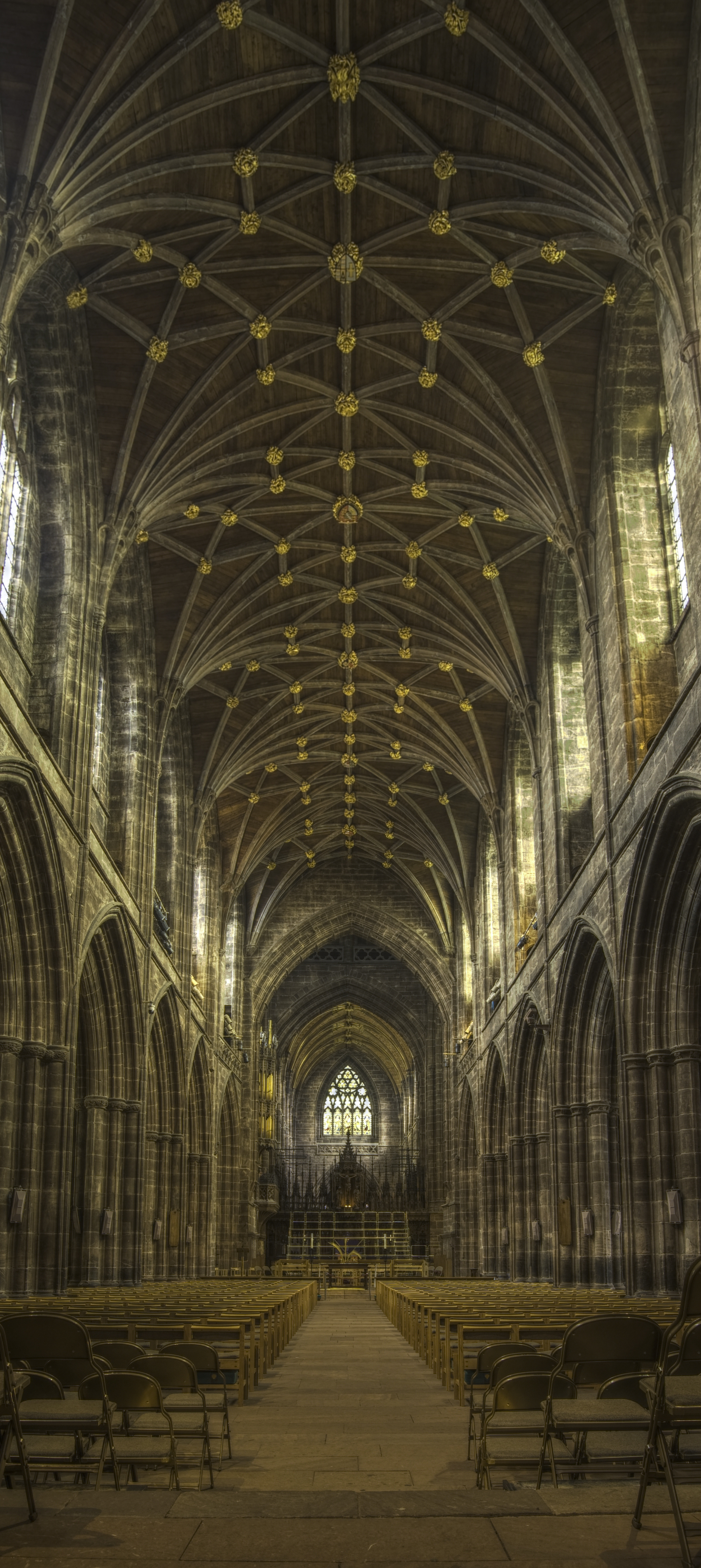
Bóveda de ligadura de la nave de la catedral de Chester
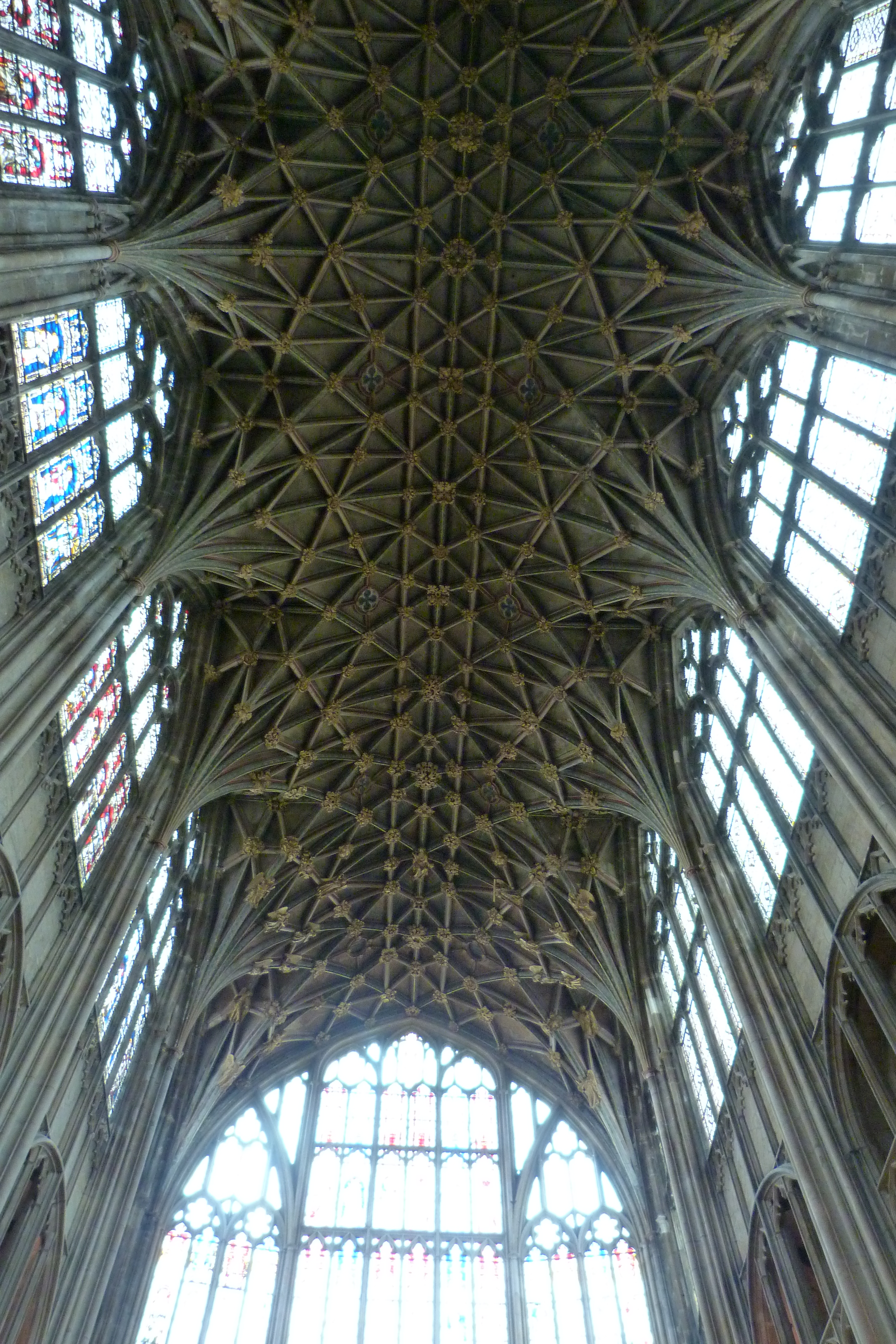
Extremo oriental de la catedral de Gloucester con bóveda de ligadura de estilo  perpendicular